# Niederbrechen
Niederbrechen ist Verwaltungssitz sowie größter der drei Ortsteile der Gemeinde Brechen im mittelhessischen Landkreis Limburg-Weilburg.

## Geographische Lage
Der Ort liegt im Tal des Emsbach und an der Bundesstraße 8 sowie der Main-Lahn-Bahn. Westlich des Ortsrands mündet der Wörsbach in den Emsbach. Niederbrechen selbst liegt auf 140 bis 210 Metern Höhe. Im nordwestlichen Gemarkungsteil werden in der nur leicht hügeligen Landschaft bis zu 232 Meter erreicht. Südlich des Orts verlaufen die Bundesautobahn 3 und die ICE-Strecke Frankfurt-Köln. Die Gemarkung weist nur kleinere Waldstücke und vor allem landwirtschaftliche Nutzfläche auf. Westlich und südwestlich des Orts befinden sich größere Kiesgruben, die teilweise bereits ausgebeutet und stillgelegt sind.
Die Niederbrechener Gemarkung grenzt im Nordwesten an Lindenholzhausen. Im Uhrzeigersinn folgen Villmar, Weyer, Oberbrechen, Werschau, Nauheim und Mensfelden.

## Geschichte

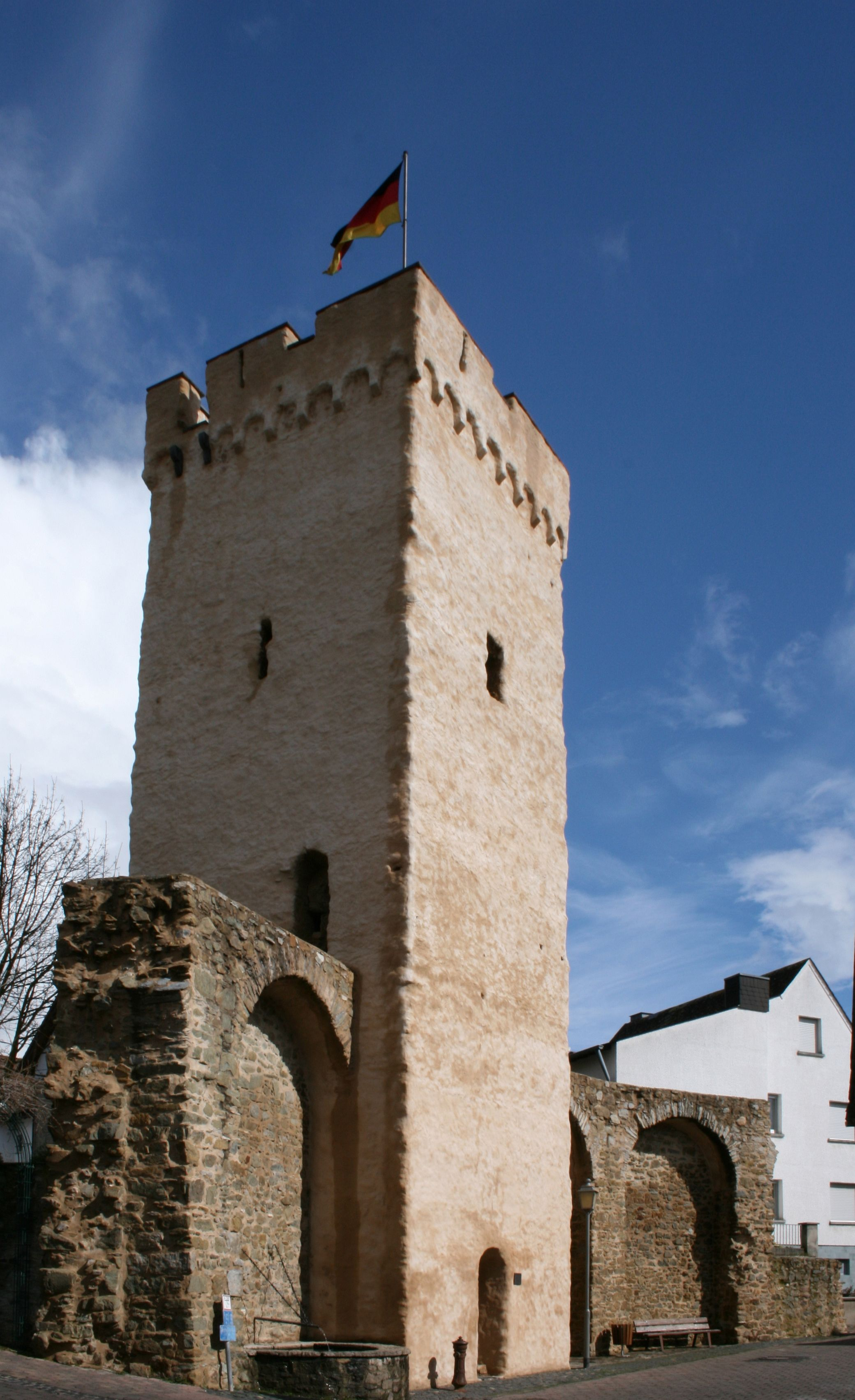
Gefangenenturm

### Ortsgeschichte
Ein in der Nähe von Niederbrechen entdecktes Reihengräberfeld deutet auf eine bereits in der Merowingerzeit bestehende Besiedlung hin. In der ältesten bekannten urkundlichen Erwähnung des Orts in einer Schenkungsurkunde an das Kloster Lorsch aus dem Jahr 772 ist von „Brachina“ die Rede, ohne Unterscheidung zwischen Ober- und Niederbrechen. Auf 1023 datiert die erste Benennung, die sich klar als Niederbrechen identifizieren lässt, damals unter der Bezeichnung „Burg Brechen“. Am 15. Januar 1363 erhielt Niederbrechen von Kaiser Karl IV. Stadtrechte, die es jedoch Mitte des 16. Jahrhunderts wieder verlor. In den Jahren 1367 bis 1379 entstand eine Stadtmauer mit vorgelagertem Graben. In kleinen, meist in Wohnhäusern eingebauten Resten ist die Mauer bis heute erhalten. Als letzter von einst sieben Türmen steht noch der Gefangenenturm.
Die ersten Anordnungen der Verhütung eines Brandes im Zusammenhang mit häuslichen Feuerstätten in Textform im Kurfürstentum Trier vom 9. Mai 1721 führten auch in Niederbrechen zu erheblichen Verbesserungen der Bauweise der Gebäude.
Am 30. April 1872 brannten rund 80 Häuser und damit etwa die Hälfte des Orts ab.
Die heutige, dem Heiligen Maximin geweihte Pfarrkirche wurde von 1899 bis 1901 erbaut, wobei Reste der alten Kirche in den Bau einbezogen wurden. 1952 wurde der Kirchturm erneuert. Die Katholiken von Niederbrechen pilgern seit vielen Jahrzehnten zur Wallfahrtskapelle Maria Hilf Beselich und geben dort ihren Glauben kund.
Hessische Gebietsreform (1970–1977)
Zum 31. Dezember 1971 fusionierten die bis dahin selbstständigen Gemeinden Niederbrechen und Werschau im Zuge der Gebietsreform in Hessen freiwillig zur neuen Gemeinde Brechen. Oberbrechen kam am 1. April 1974 kraft Landesgesetz hinzu.
Ortsbezirke nach der Hessischen Gemeindeordnung wurden nicht errichtet.

### Verwaltungsgeschichte im Überblick
Die folgende Liste zeigt die Staaten und Verwaltungseinheiten, denen Niederbrechen angehört(e):
- vor 1803: Heiliges Römisches Reich, Kurfürstentum Trier, Unteres Erzstift, Amt Limburg, Gericht Niederbrechen
- ab 1803: Heiliges Römisches Reich, Fürstentum Nassau-Weilburg,[Anm. 2] Amt Limburg
- ab 1806: Herzogtum Nassau,[Anm. 3] Amt Limburg
- ab 1849: Herzogtum Nassau, Kreisamt Limburg[Anm. 4]
- ab 1854: Herzogtum Nassau, Amt Limburg
- ab 1867: Königreich Preußen,[Anm. 5] Provinz Hessen-Nassau, Regierungsbezirk Wiesbaden, Unterlahnkreis[Anm. 6]
- ab 1871: Deutsches Reich, Königreich Preußen, Provinz Hessen-Nassau, Regierungsbezirk Wiesbaden, Unterlahnkreis
- ab 1886: Deutsches Reich, Königreich Preußen, Provinz Hessen-Nassau, Regierungsbezirk Wiesbaden, Kreis Limburg
- ab 1918: Deutsches Reich, Freistaat Preußen, Provinz Hessen-Nassau, Regierungsbezirk Wiesbaden, Kreis Limburg
- ab 1944: Deutsches Reich, Freistaat Preußen, Provinz Nassau, Kreis Limburg
- ab 1945: Deutsches Reich, Amerikanische Besatzungszone,[Anm. 7] Groß-Hessen, Regierungsbezirk Wiesbaden, Kreis Limburg
- ab 1946: Deutsches Reich, Amerikanische Besatzungszone, Hessen, Regierungsbezirk Wiesbaden, Kreis Limburg
- ab 1949: Bundesrepublik Deutschland, Hessen, Regierungsbezirk Wiesbaden, Kreis Limburg
- ab 1968: Bundesrepublik Deutschland, Hessen, Regierungsbezirk Darmstadt, Kreis Limburg
- ab 1968: Bundesrepublik Deutschland, Hessen, Regierungsbezirk Darmstadt, Kreis Limburg, Gemeinde Brechen
- ab 1974: Bundesrepublik Deutschland, Hessen, Regierungsbezirk Darmstadt, Landkreis Limburg-Weilburg, Gemeinde Brechen
- ab 1981: Bundesrepublik Deutschland, Hessen, Regierungsbezirk Gießen, Landkreis Limburg-Weilburg, Gemeinde Brechen

## Bevölkerung

### Einwohnerstruktur 2011
Nach den Erhebungen des Zensus 2011 lebten am Stichtag, dem 9. Mai 2011, in Niederbrechen 3867 Einwohner. Darunter waren 162 (4,2 %) Ausländer. Nach dem Lebensalter waren 705 Einwohner unter 18 Jahren, 1729 zwischen 18 und 49, 753 zwischen 50 und 64 und 780 Einwohner waren älter. Die Einwohner lebten in 1575 Haushalten. Davon waren 432 Singlehaushalte, 465 Paare ohne Kinder und 540 Paare mit Kindern, sowie 114 Alleinerziehende und 21 Wohngemeinschaften. In 354 Haushalten lebten ausschließlich Senioren und in 1050 Haushaltungen lebten keine Senioren.

### Einwohnerentwicklung
| Niederbrechen: Einwohnerzahlen von 1834 bis 2020 | Niederbrechen: Einwohnerzahlen von 1834 bis 2020 | Niederbrechen: Einwohnerzahlen von 1834 bis 2020 | Niederbrechen: Einwohnerzahlen von 1834 bis 2020 | Niederbrechen: Einwohnerzahlen von 1834 bis 2020 |
| --- | ------------------------------------------------ | ------------------------------------------------ | ------------------------------------------------ | ------------------------------------------------ |
| Jahr |                                                  |                                                  |                                                  | Einwohner                                        |
| 1834 | 1834                                             |                                                  | 1.183                                            | 1.183                                            |
| 1840 | 1840                                             |                                                  | 1.210                                            | 1.210                                            |
| 1846 | 1846                                             |                                                  | 1.268                                            | 1.268                                            |
| 1852 | 1852                                             |                                                  | 1.236                                            | 1.236                                            |
| 1858 | 1858                                             |                                                  | 1.283                                            | 1.283                                            |
| 1864 | 1864                                             |                                                  | 1.420                                            | 1.420                                            |
| 1871 | 1871                                             |                                                  | 1.398                                            | 1.398                                            |
| 1875 | 1875                                             |                                                  | 1.470                                            | 1.470                                            |
| 1885 | 1885                                             |                                                  | 1.547                                            | 1.547                                            |
| 1895 | 1895                                             |                                                  | 1.683                                            | 1.683                                            |
| 1905 | 1905                                             |                                                  | 1.770                                            | 1.770                                            |
| 1910 | 1910                                             |                                                  | 1.854                                            | 1.854                                            |
| 1925 | 1925                                             |                                                  | 2.121                                            | 2.121                                            |
| 1939 | 1939                                             |                                                  | 2.295                                            | 2.295                                            |
| 1946 | 1946                                             |                                                  | 2.711                                            | 2.711                                            |
| 1950 | 1950                                             |                                                  | 2.833                                            | 2.833                                            |
| 1956 | 1956                                             |                                                  | 3.009                                            | 3.009                                            |
| 1961 | 1961                                             |                                                  | 3.305                                            | 3.305                                            |
| 1967 | 1967                                             |                                                  | 3.660                                            | 3.660                                            |
| 1970 | 1970                                             |                                                  | 3.690                                            | 3.690                                            |
| 1978 | 1978                                             |                                                  | 3.700                                            | 3.700                                            |
| 1980 | 1980                                             |                                                  | 3.688                                            | 3.688                                            |
| 1985 | 1985                                             |                                                  | 3.587                                            | 3.587                                            |
| 1991 | 1991                                             |                                                  | 3.651                                            | 3.651                                            |
| 1995 | 1995                                             |                                                  | 3.718                                            | 3.718                                            |
| 2000 | 2000                                             |                                                  | 3.912                                            | 3.912                                            |
| 2005 | 2005                                             |                                                  | 4.023                                            | 4.023                                            |
| 2011 | 2011                                             |                                                  | 3.867                                            | 3.867                                            |
| 2015 | 2015                                             |                                                  | 3.853                                            | 3.853                                            |
| 2020 | 2020                                             |                                                  | 3.836                                            | 3.836                                            |
| Datenquelle: Historisches Gemeindeverzeichnis für Hessen: Die Bevölkerung der Gemeinden 1834 bis 1967. Wiesbaden: Hessisches Statistisches Landesamt, 1968. Weitere Quellen: LAGIS; Gemeinde Brechen; Zensus 2011 |                                                  |                                                  |                                                  |                                                  |

### Historische Religionszugehörigkeit
| • 1885: | 023 evangelische (= 1,49 %), 1524 katholische (= 98,51 %) Einwohner    |
| • 1961: | 150 evangelische (= 4,54 %) und 3141 (= 95,04 %) katholische Einwohner |

## Kultur und Sehenswürdigkeiten

### Bauwerke

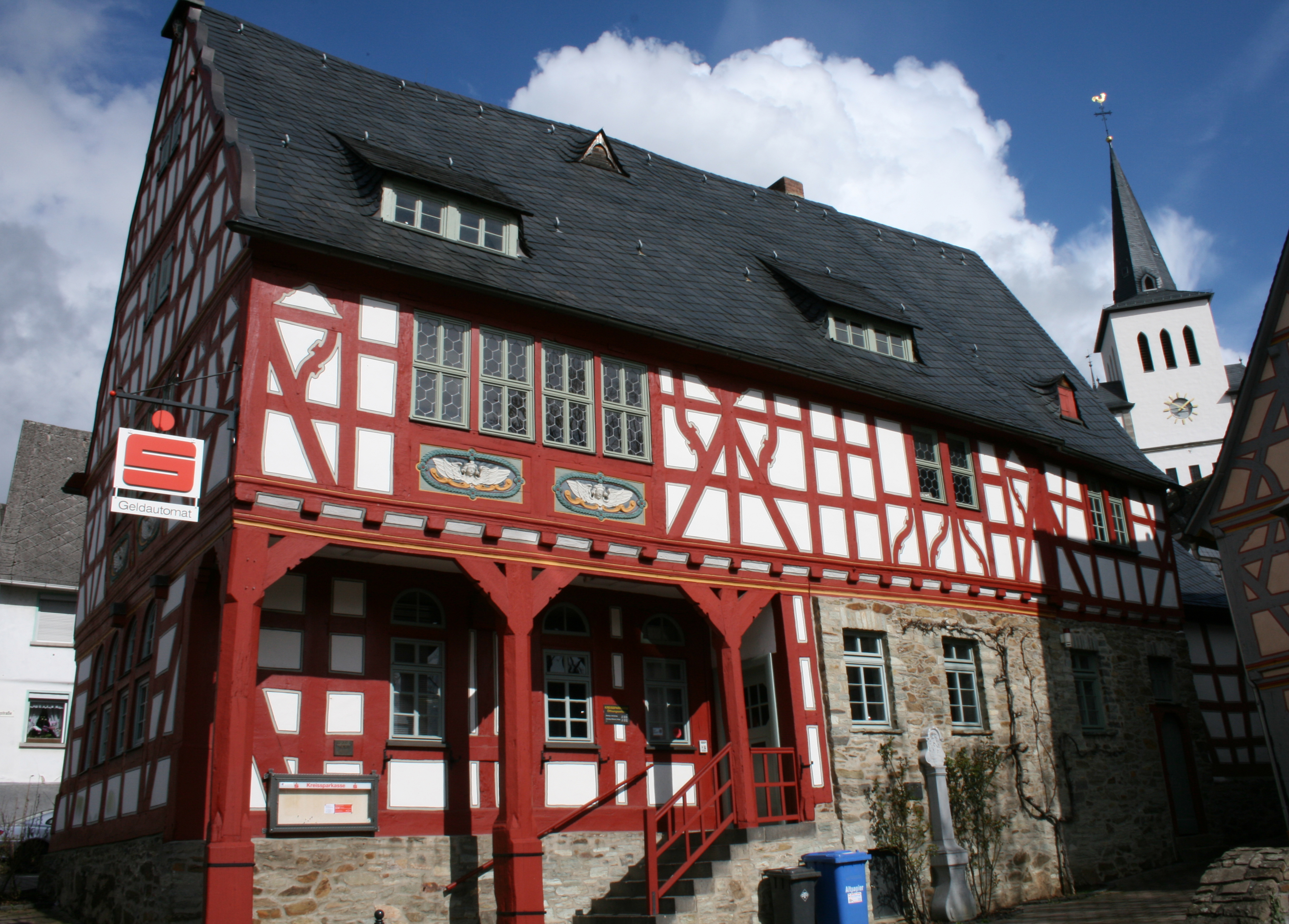
Ehemaliges Rathaus, Hessischer Denkmalschutzpreis 2003
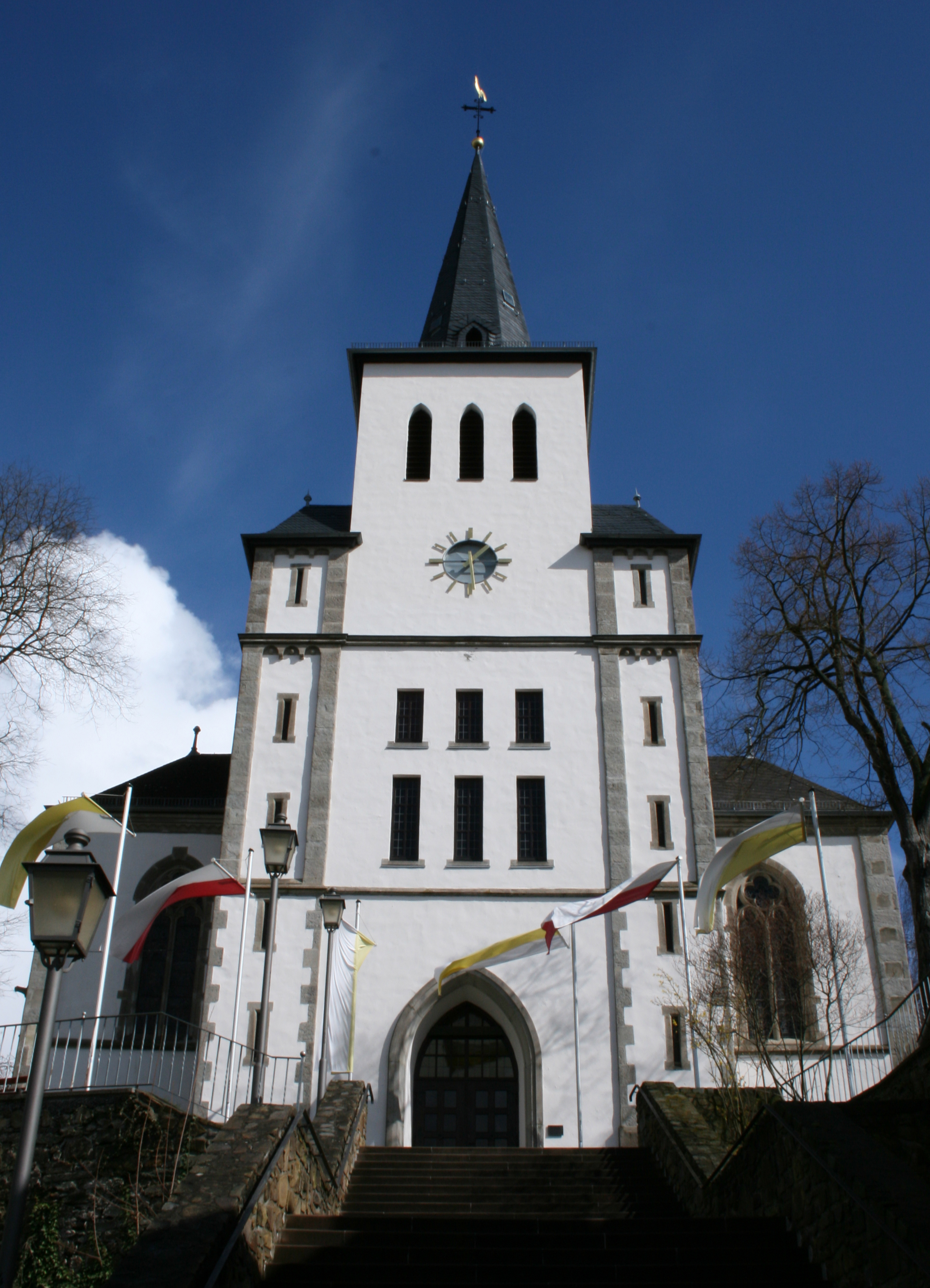
Portal der Pfarrkirche St. Maximin
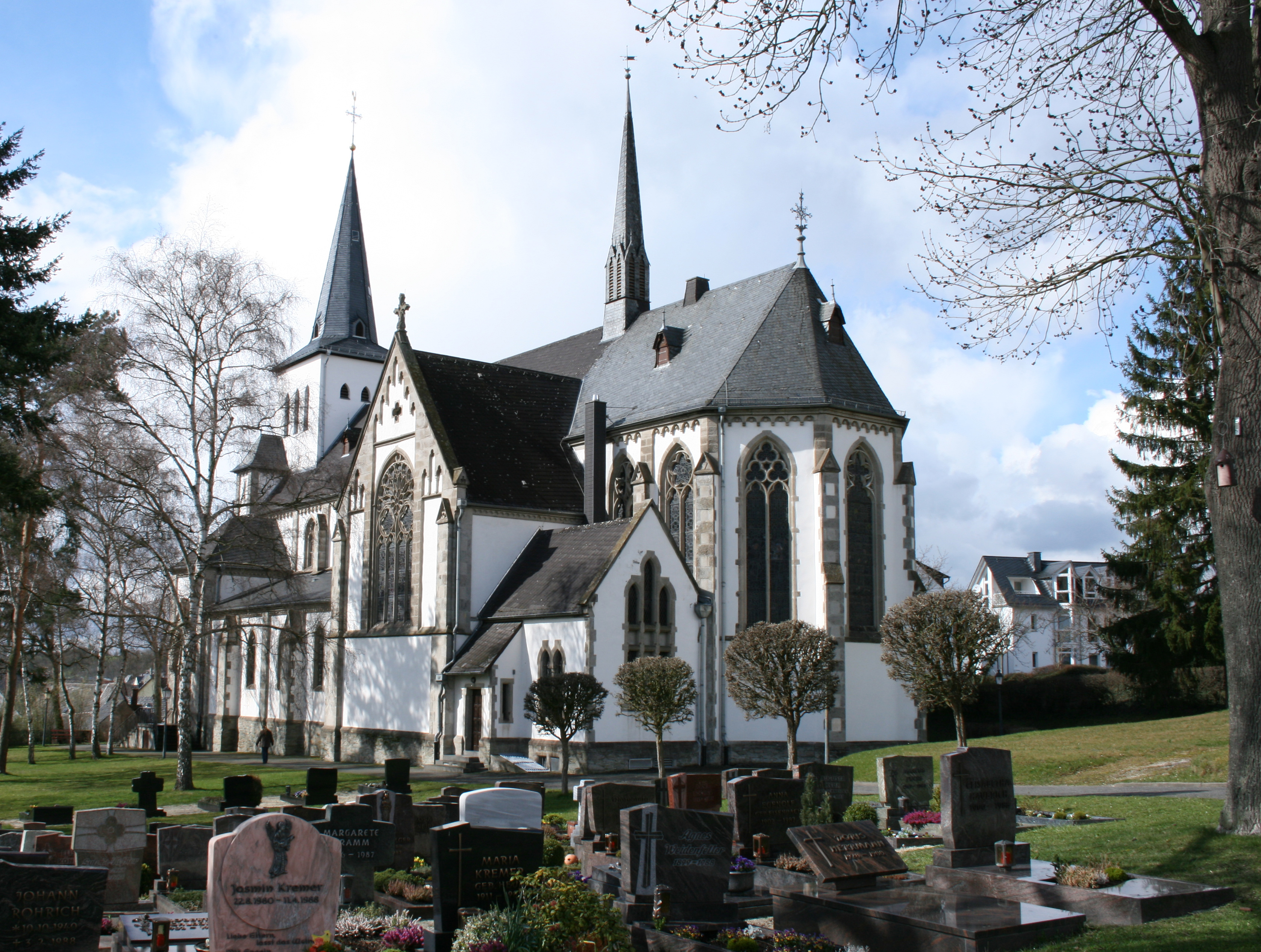
Pfarrkirche, vom Friedhof aus gesehen
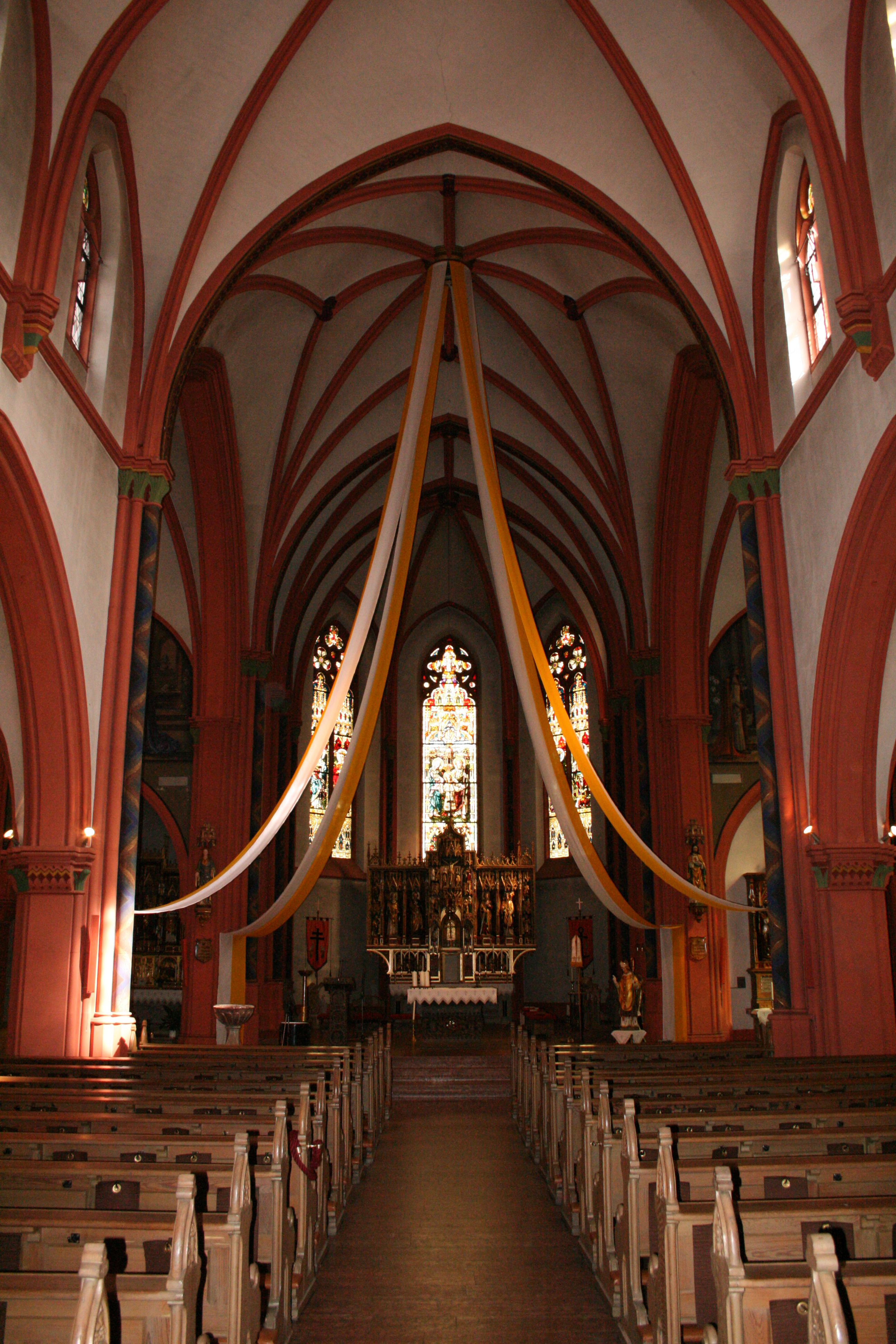
Innenansicht der Pfarrkirche
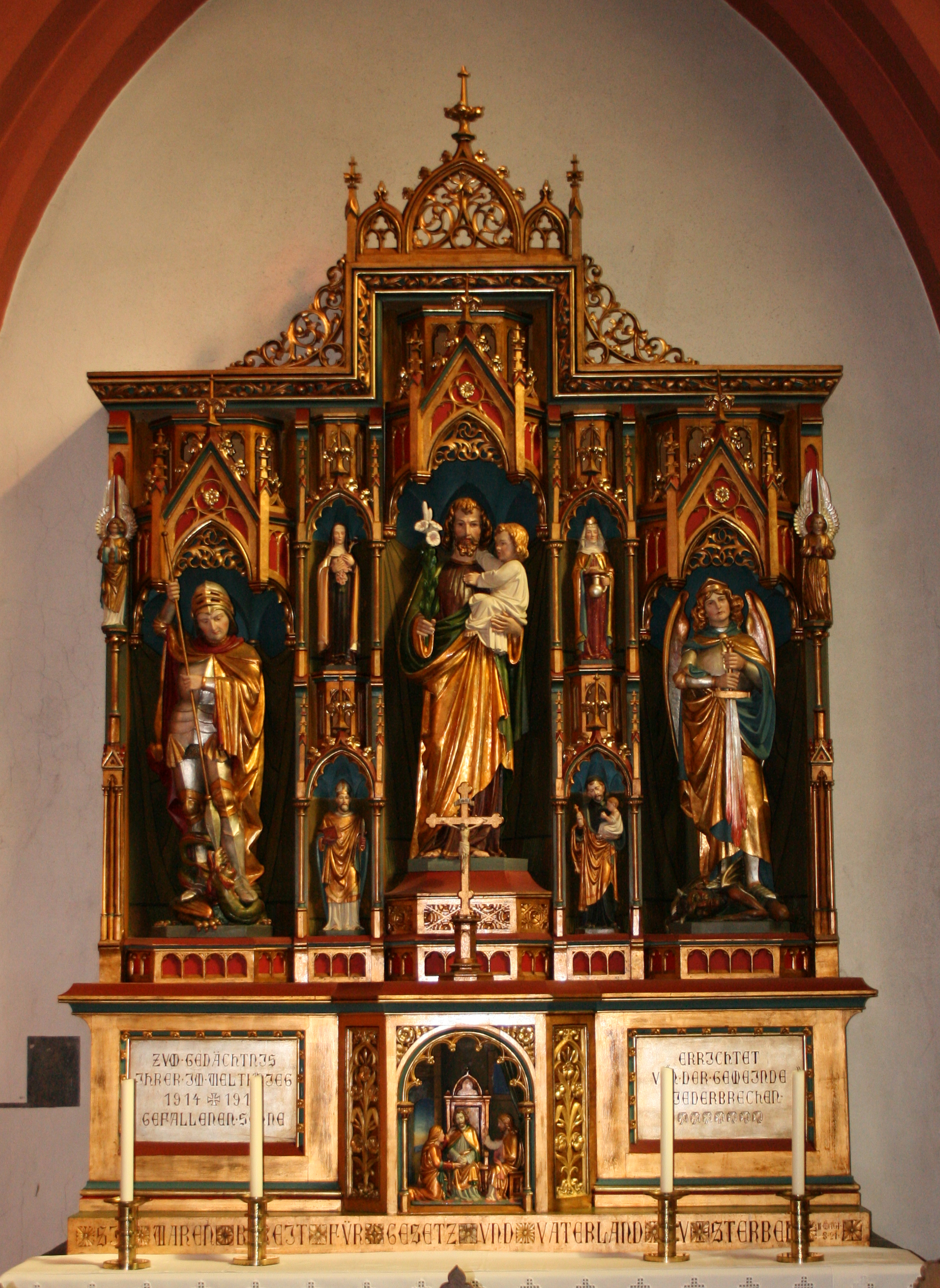
Josefsaltar der Pfarrkirche
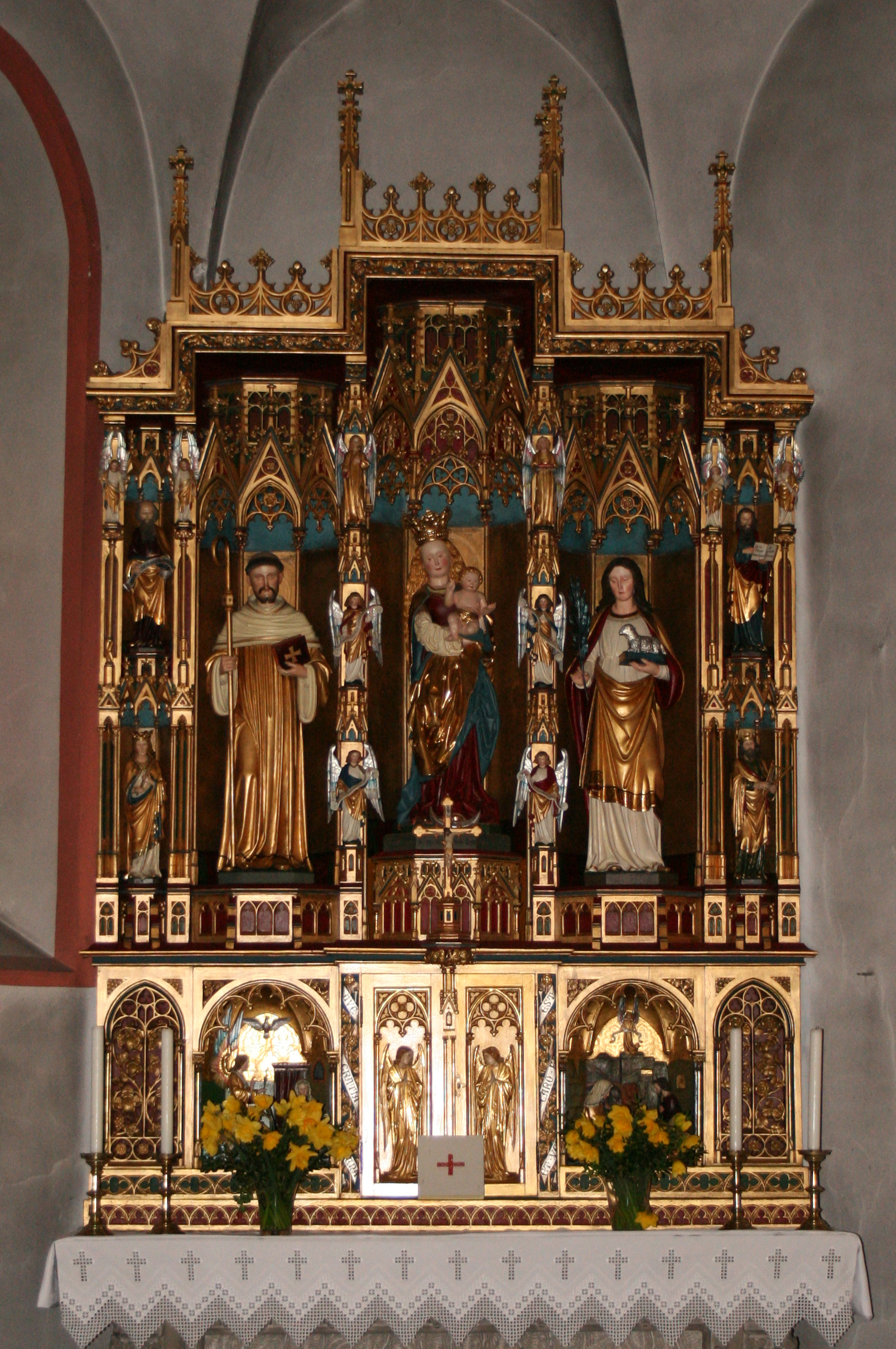
Marienaltar der Pfarrkirche
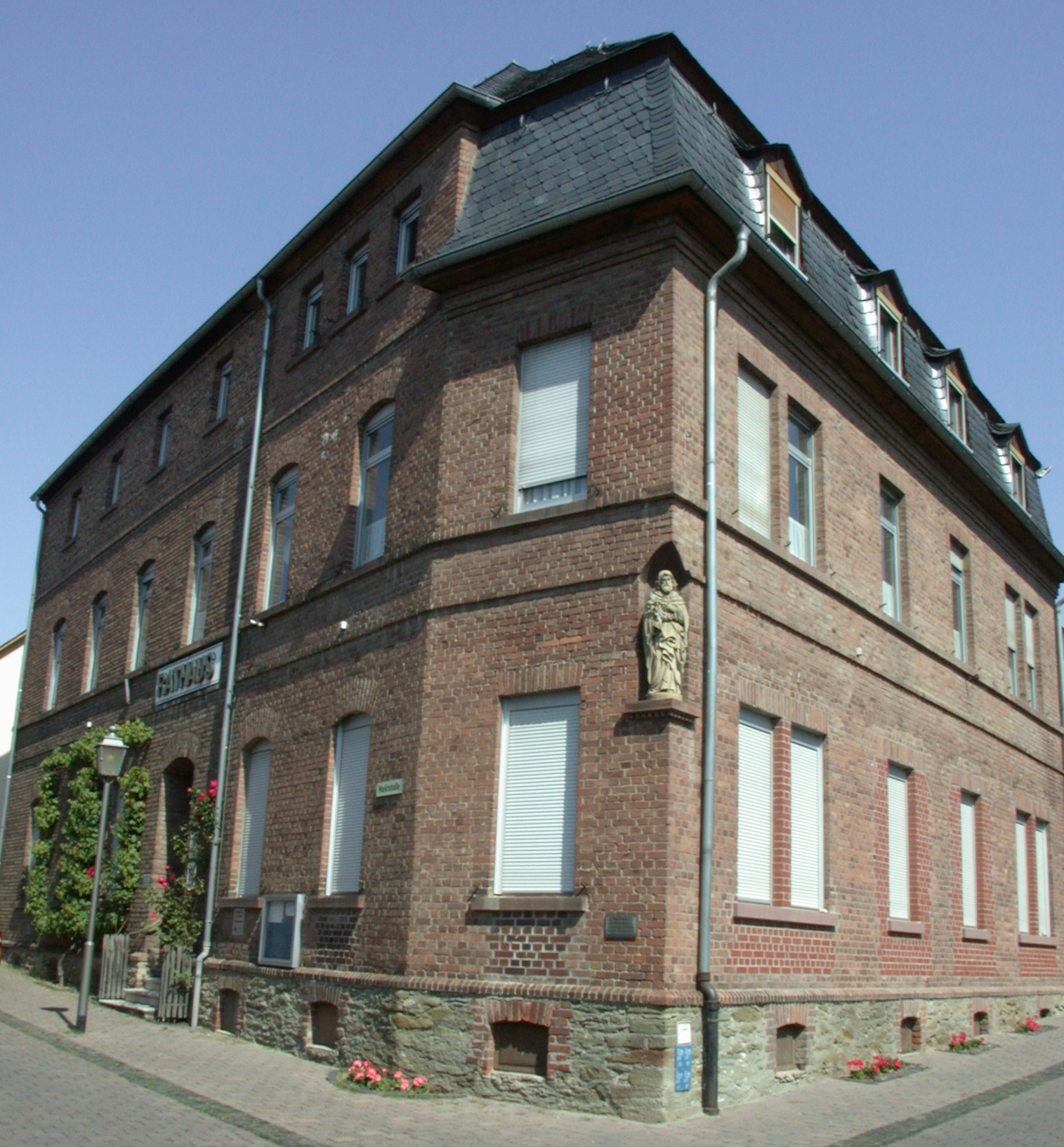
Rathaus der Gemeinde Brechen in Niederbrechen

### Vereine
Auf Ortsebene bestehen folgende Vereine: Brieftaubenverein Luftpost 1863, Brieftaubenverein Taunusbote, Computer-Club Commodore, DLRG-Ortsgruppe Brechen/Runkel/Vilmar, DRK-Ortsverein, Förderverein der Schule Niederbrechen, Freiwillige Feuerwehr (gegründet 1897, seit 1947 mit ihrem Blasorchester), Freundeskreis Berger Kirche, Fußballclub Alemannia 1911, Gebrauchshunde-Verein, Geflügel- und Vogelzuchtverein 1929, Gewerbeverein Brechen, Jazz-Club Brechen, KAB-Ortsverein St. Josef, Kath. Frauengemeinschaft, Katholische Junge Gemeinde, Kirchenchor Cäcilia, Landfrauen-Verein Brechen, Männergesangverein Concordia, Männergesangverein Frohsinn 1912, Mandolinenclub Wanderlust, PeeZ, Radfahrverein Torpedo, Schachklub 1948, Tennisclub 77 Brechen, Tennisclub 80 blau-weiß, Turnverein 1901 (mit Blasorchester), VdK-Ortsgruppe Brechen, Verschönerungsverein, Vogel- und Naturschutzverein und der Volks- und Gebirgstrachtenverein D'Emsbachthaler.

### Veranstaltungen
Die Niederbrechener Kirmes wird regelmäßig am zweiten Oktoberwochenende gefeiert. Eine Besonderheit ist der seit dem Jahr 1985 etablierte Rockabend am Freitagabend zur Eröffnung der Kirmes. Auch überregional bekannte Bands wie die Rodgau Monotones (1983, 1993, 2000, 2008, 2015 und 2018), Liquido (2004), J.B.O. (2005), Donots, Die Happy, Mickie Krause und Die Crackers sind dort aufgetreten.
Zudem wird jährlich im Herbst ein Krammarkt veranstaltet.
Anlässlich der Ersterwähnung von „Brachina“ im Jahr 772 wurde im Rahmen einer Veranstaltungsreihe im Jahr 2022 das 1250-jährige Jubiläum gefeiert.

## Wirtschaft und Infrastruktur

### Einrichtungen und Freizeitmöglichkeiten

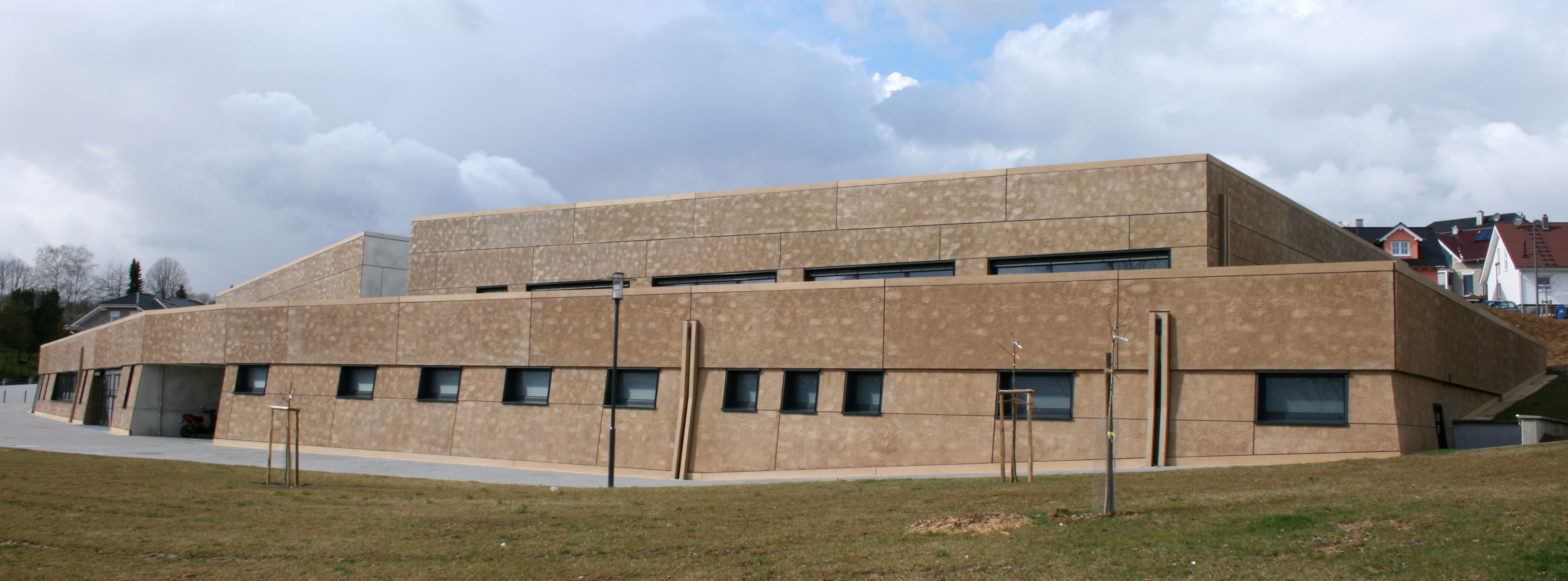
Sport- und Kulturzentrum

In dem Ort existiert seit dem Jahr 1897 die Freiwillige Feuerwehr Niederbrechen, die den abwehrenden Brandschutz und die allgemeine Hilfe sicherstellt, sowie die katholische öffentliche Bücherei. Für die Kinderbetreuung stehen der Kindergarten „St. Maximin“ in der Westerwaldstraße, das Kinderhaus in der Schlei sowie seit August 2011 die neu errichtete Kinderkrippe zur Verfügung. Weiterhin sind die Schule im Emsbachtal, das Kultur- und Sportzentrum in der Runkeler Straße und die neu gebaute Sportanlage im Mittelweg vorhanden.

### Verkehr

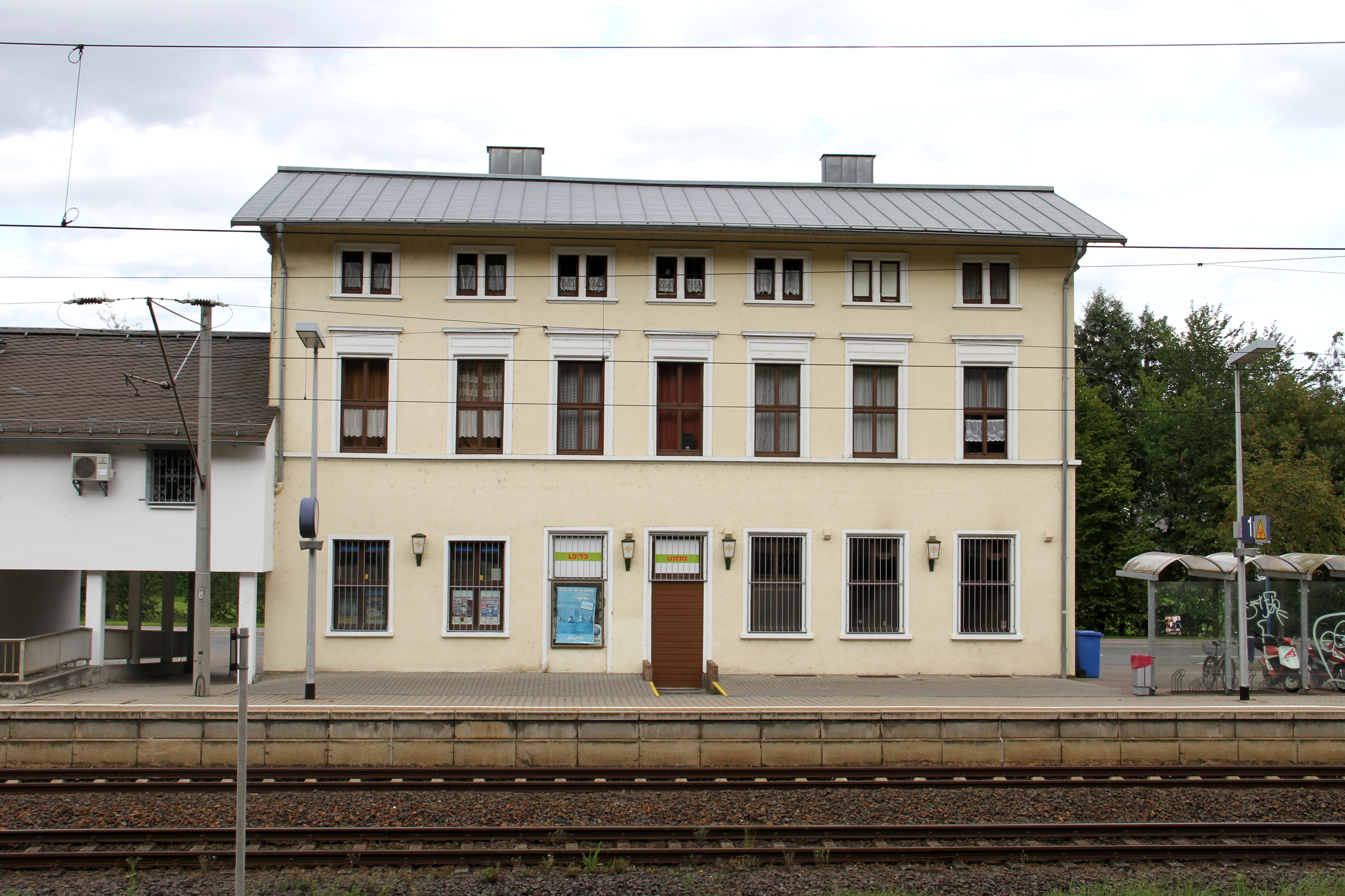
Der Bahnhof Niederbrechen

Der Bahnhof Niederbrechen liegt an der Main-Lahn-Bahn. Zudem führte die Bundesstraße 8 durch die Ortschaft.

### Kommunikation/Internet
Der Ortsteil Niederbrechen ist aufgrund der historisch erfolgten Telefon-Kupferverkabelung auf DSL-Technologie für die kabelgebundene Telekommunikation und Internet angewiesen. Nach der erfolgreichen Vorvermarktung erfolgt allerdings zurzeit die Erschließung der Ortsgemeinde mit Glasfaser (FTTB/FTTH).
Daneben ist ergänzend Mobilfunk als Kommunikations- und Internet-Alternative im Ortsbereich nahezu flächendeckend verfügbar. Im Jahr 2022 betrug die Mobilfunkabdeckung in der Gemeinde Brechen durchschnittlich ca. 2 % für 5G, ca. 94 % für 5G DSS, ca. 100 % für LTE, ca. 100 % für 2G.

## Söhne und Töchter des Ortes
- Georg Heinrich Schupp (1762–1848), Schultheiß und Mitglied des Nassauischen Landtags
- Amtmann Johannes Jacobus Finger († 1802), Stifter des Amtmann-Finger’scher Stipendienfonds
- Johann Stilger (1817–1876), nassauischer Landtagsabgeordneter
- Martin Richard (* 1951), Bürgermeister der Kreisstadt Limburg a.d. Lahn (1997–2015)
- Willi Steul (* 1951), Ethnologe, Journalist und Rundfunkmanager (ehemaliger Intendant des Deutschlandradio)